# Nhánh Chuột thực sự
Nhánh Chuột thực sự (Eumuroida) là một nhánh động vật có vú thuộc Bộ Gặm nhấm, được xác định vào năm 2004 (theo Steppan và các tác giả khác). Nhánh này bao hàm một số loài chuột của siêu họ cùng tên. Cấp độ phân loài này thật ra không thuộc các cấp độ "chuẩn" mà nó nằm giữa cấp siêu họ và họ.
Theo định nghĩa, nhánh Chuột thật sự bao hàm tất cả các loài gặm nhấm tiến hóa từ các tổ tiên chung của các họ Calomyscidae, Nesomyidae, Cricetidae và Muridae. Tuy nhiên chúng không bao hàm các loài động vật đào hang như họ Spalacidae. Họ Platacanthomyidae thì đang còn tranh cãi, nhưng theo Norris và các đồng sự (2004) thì họ này không thuộc nhánh Chuột thật sự vì có một số khác biệt trong cấu trúc hộp sọ.

## Phân loài
- Nhánh Eumuroida - chuột thực sự
  - Họ Calomyscidae
    - Phân họ Calomyscinae (hamster dạng chuột)

  - Họ Nesomyidae
    - Phân họ Cricetomyinae (chuột túi má)
    - Phân họ Dendromurinae (chuột leo châu Phi, gerbil, chuột béo, chuột rừng)
    - Phân họ Mystromyinae (chuột cống đuôi trắng)
    - Phân họ Nesomyinae (chuột Malagasy)
    - Phân họ Petromyscinae (chuột đá và chuột leo đầm lầy)

  - Họ Cricetidae
    - Phân họ Arvicolinae (chuột đồng, lemmut và chuột xạ)
    - Phân họ Cricetinae (hamster)
    - Phân họ Neotominae (chuột Bắc Mỹ)
    - Phân họ Sigmodontinae (chuột Tân thế giới)
    - Phân họ Tylomyinae